# هومر هاريس
هومر هاريس (بالإنجليزية: Homer Harris)‏ هو لاعب كرة قدم أمريكية أمريكي، ولد في 4 مارس 1916، وتوفي في 17 مارس 2007.